# Reframing
Nella Programmazione neuro linguistica (PNL), il reframing (tradotto come ristrutturazione o riformulazione) è un processo che prevede di cambiare il modo di percepire una situazione, e quindi cambiarne il suo significato. 

## Definizione
Il principio del reframing consiste nel cambiare il significato di una situazione, di un modello comportamentale, o di un problema, attribuendogli una diversa immagine. Il cambiamento della percezione è seguito da un cambiamento del significato della situazione, e la conseguenza è un cambiamento nelle reazioni e nei modelli comportamentali. Esso si basa quindi sul separare l'intenzione dal comportamento quando si ricerca un'intenzione positiva piuttosto che negativa. Gli ottimisti passano la loro vita riformulando le esperienze. Essi cercano automaticamente il positivo in ogni situazione e la reinterpretano per applicare un significato positivo all'esperienza. I pessimisti invece si comportano in maniera opposta. Essi interpretano le loro esperienze di vita andando automaticamente a cercare le situazioni negative. Il reframing fornisce al praticante di PNL una diversa prospettiva nel vivere un'esperienza.

## Principi del reframing
Il reframing fornisce l'opportunità di porsi in terza persona o in meta-prospettiva verso la realtà del soggetto, e quindi acquistare una prospettiva più reale che può portare ad un significato alternativo. Il processo è in grado di cambiare il contesto in cui il comportamento viene adottato dando un significato alternativo ponendolo in un altro contesto, oppure cerca di trovare l'intenzione positiva nel comportamento nello stesso contesto.
Il reframing può essere quindi applicato sia cambiando il contesto (context reframing) sia cambiandone il contenuto o il significato (meaning o content reframe). 
Il context reframe pone la domanda "in quale altro contesto questo comportamento può essere utile?". Usando il context reframe si usa un tratto del proprio carattere che si percepisce come negativo in una situazione diversa, in modo che il tratto negativo possa essere utile. Ad esempio, essere insegnante di una classe numerosa e rumorosa che non ha avuto la possibilità di correre all'esterno, può essere trasferita in un contesto dove questo avrà un impatto diverso sulla lezione di ginnastica.
Il meaning o content reframe pone la domanda "che altro significato potrebbe avere questo comportamento?". Esso quindi si verifica quando il contesto o la situazione rimane invariata, e viene reinterpretato solo l'impatto emotivo. Ad esempio si potrebbe essere irritati dal fatto che i propri figli tornino a casa lasciando delle impronte di fango, quindi applicando il principio del meaning reframe si potrebbe gioire del fatto che siano tornati a casa.

## Fondamento e origini
Il primo personaggio che scrisse riguardo all'utilizzo sistematico di reframe fu Gregory Bateson (1956), il quale propose la teoria secondo cui le persone incappano in problemi paradossali da cui non possono tirarsi fuori. Nel 1978 Paul Watzlawick citò l'utilizzo del reframing nella terapia per consentire alle persone di riacquistare il significato della vita. 
Il reframing permette di visualizzare una prospettiva alternativa della realtà dissociando la persona dalla relazione emotiva allo stato dei problemi, ed accedendo ad un modello di pensiero più elevato.

## Evidenze scientifiche
Esistono alcune prove che dimostrano l'efficacia del reframing. Ad esempio, nell'ambito della linguistica cognitiva, si è notato che, attraverso l'intervento di coaching -conosciuto come metacoaching- si sono verificati risultati apprezzabili.
Cheal (2009) in uno studio sul paradosso del management nelle organizzazioni sostenne che il reframing può essere effettivamente usato per trovare delle soluzioni ai problemi.
In uno studio (Agne, 2007) in cui venne analizzato il dialogo tra un negoziatore e un davidiano durante il famoso Assedio di Waco del 1993 in Texas suggerì che il reframing durante una situazione di conflitto creasse problemi piuttosto che portare alla soluzione.